# 좌익수

좌익수(左翼手, left fielder, LF)는 야구에서 외야수 중 좌측 필드를 수비하는 사람을 의미한다. 수비번호는 7번이다.

## 미국 야구 명예의 전당 좌익수
미국 야구 명예의 전당 좌익수는 다음을 포함한다:
- 루 브록
- 리키 헨더슨
- 조 켈리 (1871년)
- 스탠 뮤지얼
- 짐 라이스
- 윌리 스타젤
- 빌리 윌리엄스
- 테드 윌리엄스
- 칼 야스트렘스키

## KBO 리그 역대 주요 좌익수

### 골든 글러브 수상자
- 롯데 자이언츠 김성관
- MBC 청룡 이광은 (3회)
- 빙그레 이글스 이강돈 (3회)
- 해태 타이거즈 이호성 (2회)
- 롯데 자이언츠 김응국 (2회)
- 태평양 돌핀스 윤덕규
- 쌍방울 레이더스 박노준
- LG 트윈스 김재현 (2회)
- OB 베어스 김상호
- 롯데 자이언츠 펠릭스 호세
- 삼성 라이온즈 양준혁 (3회)
- 현대 유니콘스 클리프 브룸바
- LG 트윈스 이진영
- 현대 유니콘스 래리 서튼
- 삼성 라이온즈 심정수 (3회)
- 두산 베어스 김현수 (2회)
- LG 트윈스 박용택
- 삼성 라이온즈 최형우 (3회)

### MVP(최우수 선수)
- OB 베어스 김상호
- 두산 베어스 김재환

## 같이 보기
- 골드글러브